# Orzecznik
Orzecznik – część orzeczenia imiennego (tj. złożonego) stanowiąca dopełnienie zdaniowe łącznika i orzekająca o podmiocie.
Orzecznik najczęściej występuje jako:
- rzeczownik (Kazik jest pracusiem)
- przymiotnik (Kazik jest pracowity)
- przysłówek (Na koncercie było głośno)
- zaimek (Kazik nie jest z tobą).

W języku polskim orzecznik rzeczownikowy stoi zazwyczaj w narzędniku, natomiast przymiotnikowy w mianowniku.
W funkcji orzecznika występuje najczęściej rzeczownik lub przymiotnik, ale rolę tę może pełnić także imiesłów przymiotnikowy (bierny lub czynny), przysłówek (w tym odimiesłowowy), zaimek, liczebnik, wyrażenie przyimkowe. Orzecznik można wyrazić w postaci szeregu (Kazik jest pilny i pracowity).